# A·J·布拉姆莱特
亚伦·乔丹·布拉姆莱特（英語：Aaron Jordan Bramlett，1977年1月10日—），美国NBA联盟职业篮球运动员。他在1999年的NBA选秀中第2轮第39顺位被克里夫兰骑士选中。